# Gada Ale
Gada Ale (jiný název Čebrit Ale, italsky Kebrit Alè) je stratovulkán, nacházející se na severním okraji sopečného řetězce Erta Ale v Etiopii.
Čedičová sopka se zdvihá z Danakilské prolákliny (-115 m n. m.) poblíž jezera Karum. Jedná se o nejnižší sopku tohoto řetězce, na jejím úpatí se nacházejí fumaroly. O jiné aktivitě sopky neexistují žádné záznamy, ani ústní podání, ale její poslední činnost je datována na holocén, podobně jako i ostatní sopky pohoří. Kráter má průměr 350 metrů a je hluboký 100 m (měřeno od vrcholu). S vývojem stratovulkanické stavby je spojen i zdvih solného dómu západně od Gada Ale, kde jeho výstup zvedl lávové proudy o 100 m.